# Micrurapteryx salicifoliella
Micrurapteryx salicifoliella är en fjärilsart som först beskrevs av Victor Toucey Chambers 1872.  Micrurapteryx salicifoliella ingår i släktet Micrurapteryx och familjen styltmalar. Inga underarter finns listade i Catalogue of Life.